# ليزا جاباريديز
ليزا جاباريديز (الجورجية: ლიზა ჯაფარიძე، من مواليد 19 سبتمبر 2004) ، والمعروفة باسمها ليزي بوب (الجورجية: ლიზი პოპი) ، هي مغنية جورجية، ممثلة، عارضة أزياء، راقصة ومقدمة برامج تلفزيونية. مثلت جورجيا في مسابقة أغاني جونيور يوروفيجن 2014 في مالطا مع أغنية «يوم سعيد» ، وشاركت في مسابقة جونيور يوروفيجن للأغنية 2017 في تبليسي مع هيلين كالاندادزي.

## نشأتها
ولدت ليزا جاباريدزه في 19 سبتمبر 2003 في تبليسي. تدرس في المدرسة الجورجية الأمريكية. جاباريدزه تتحدث الإنجليزية والروسية والفرنسية ، بالإضافة إلى لغتها الأم الجورجية. منذ عام 2011 ، درست الغناء في استوديو بزيكيبي بقيادة جيجا كوكيانيدزه ، التي مثلت أغانيها جورجيا في مسابقة الأغنية الأوروبية للأطفال في أعوام 2008 و 2010 و 2011 و 2012 و 2013.